# جف دانل
جف دانل (انگلیسی: Jeff Donnell؛ ۱۰ ژوئیهٔ ۱۹۲۱ – ۱۱ آوریل ۱۹۸۸) بازیگر اهل ایالات متحده آمریکا بود. وی بین سال‌های ۱۹۴۲ تا ۱۹۸۸ میلادی فعالیت می‌کرد.
از فیلم‌های او می‌توان به بلو گاردنیا و مرد عنکبوتی: چالش اژدها، کمدین و مرد عنکبوتی شگفت انگیز اشاره نمود.

## مرگ
در ۱۱ آوریل ۱۹۸۸، دانل در سن ۶۶ سالگی بر اثر حمله قلبی در خانه خود درگذشت.

## نگارخانه

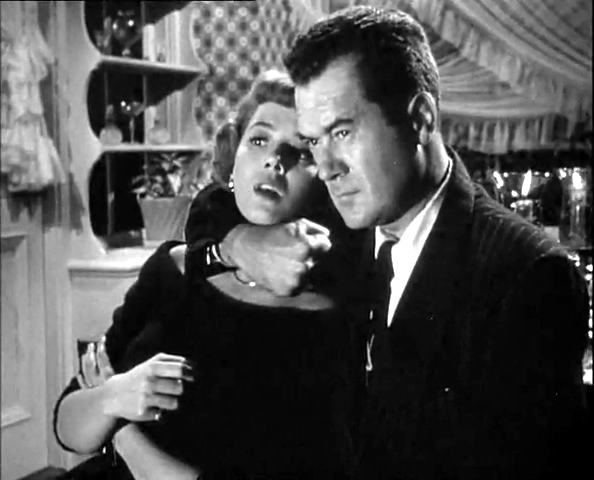